# フィフス・エンジェル
フィフス・エンジェル（Fifth Angel）は、アメリカのヘヴィメタル・バンド。ワシントン州ベルビュー出身。

## 略歴
フィフス・エンジェルは、1983年にシアトルの郊外、とりわけベルビュー地域で結成された。バンドの最初のラインナップは、テッド・パイロット（ボーカル）、ジェームズ・バード（リード・ギター）、エド・アーチャー（リズム・ギター）、ケン・メアリー（ドラム）、ケニー・ケイ（ベース）で構成されていた。このラインナップは、1983年後半にスティーヴ・ローソン・プロダクション・スタジオに入り、テリー・デイトがプロデューサーとエンジニアを務め、「Fade to Flames」「Fifth Angel」「in the Fallout」「Wings of Destiny」の4曲で構成されるデモを録音した。シュラプネル・レコーズが1985年に彼らと契約し、さらに5曲の録音に資金提供して、セルフタイトルのアルバムを完成させた。
ケニー・ケイが1987年にグループを脱退し、ジョン・マッコが加入した。グループは、1988年にエピック・レコードとメジャー・レーベル契約を交わし、デビュー・アルバムが再びリリースされた。バンドがセカンド・アルバムを録音する準備をしていたとき、創設ギター・プレーヤーのジェームズ・バードに代わってケンドール・ベクテルが加入。1989年、続くアルバム『タイム・ウィル・テル』が登場したが、バンドはレーベルのサポートを失い、メンバーは1990年までに別々の道へと歩み出している。
2009年、エド・アーチャー、ジョン・マッコ、ケンドール・ベクテルが再会。彼らにドラマーのジェフリー・マコーマックが加わり、2010年になると、キープ・イット・トゥルー・フェスティバルでバンド初となるライブ公演を行い、ゲスト・シンガーにピーター・オルリアン（元ヘア・アパートメント）を迎えて演奏を行った。2011年、リード・シンガーのデヴィッド・フィフォルト（David Fefolt）加入の発表とともに、マコーマックがグループを脱退した（デヴィッド・フィフォルトはいくつかのデモでパフォーマンスを行ったが、実際にライブで演奏したり、バンドとして正式に録音することはなかった）。
2017年までに、フィフス・エンジェルは再び始動。オリジナル・ドラマーのケン・メアリーがグループに再加入し、ボーカリストのピーター・オルリアンが2017年の活動で歌うために復帰した。バンドは、2017年4月22日のワシントン州シアトルのエル・コラゾン、そして2017年4月29日のドイツで開催されるキープ・イット・トゥルー・フェスティバルという2公演をブッキングした。バンドは作品のためのデモの断片を持っており、最終的に新しいレコードとしてまとめることが期待された。そして、彼らのサード・アルバム『The Third Secret』が、2018年10月26日にニュークリア・ブラストからリリースされた。フィフス・エンジェルは、2024年、ドイツのクラッシャー・フェスティバルにおいてヘッドライナーになると発表した。

## メンバー

### 最新メンバー
- エド・アーチャー (Ed Archer) – ギター (1983年–1989年、2010年、2017年、2018年– )
- ケン・メアリー (Ken Mary) – ドラム (1983年–1989年、2017年– )
- ジョン・マッコ (John Macko) – ベース (1986年–1989年、2010年、2017年– )
- ジム・ドフカ (Jim Dofka) - ギター (2020年- )
- イーサン・ブロッシュ (Ethan Brosh) – ギター (2019年– )
- スティーヴン・カールソン (Steven Carlson) – ボーカル (2019年– )

### 旧メンバー
- テッド・パイロット (Ted Pilot) – ボーカル (1983年–1989年)
- ジェームズ・バード (James Byrd) – ギター (1983年–1987年)
- ケンドール・ベクテル (Kendall Bechtel) – ギター (1987年–1989年、2010年、2017年–2019年)、ボーカル (2017年–2019年)
- ケニー・レイ (Kenny Ray) – ベース (1983年–1985年)
- リチャード・スチュバード (Richard Stuverud) – ドラム (1989年)
- ピーター・オルリアン (Peter Orullian) – ボーカル (2010年、2017年)
- ジェフリー・マコーマック (Jeffrey McCormack) – ドラム (2010年、2017年)

## ディスコグラフィ

### スタジオ・アルバム
- 『フィフス・エンジェル』 - Fifth Angel (1986年、Shrapnel) ※全米117位[8]
- 『タイム・ウィル・テル』 - Time Will Tell (1989年、Epic) ※旧邦題『時の呪文』
- The Third Secret (2018年、Nuclear Blast)
- 『ホエン・エンジェルズ・キル』 - When Angels Kill (2023年、Nuclear Blast)